# كارلوس كلافيري
كارلوس كلافيري (بالإسبانية: Carlos Claverie) (مواليد 19 سبتمبر 1996) هو سبّاح فنزويلي، مثّل بلاده في الألعاب الأولمبية الصيفية 2016.

## روابط خارجية
كارلوس كلافيري على موقع الاتحاد الدولي للسباحة (الإنجليزية)
- كارلوس كلافيري على موقع أوليمبيديا (الإنجليزية)